# Wyżnie Jarząbkowe Siodełko
Wyżnie Jarząbkowe Siodełko (słow. Vyšné Jariabkovo sedielko, ok. 1950 m) – szeroka, trawiasta przełączka w masywie Młynarza w słowackich Tatrach Wysokich. Znajduje się w grani odchodzącej na północny wschód od Jarząbkowego Zwornika. Grań ta oddziela Jarząbkowy Żleb od Skoruszowego Żlebu. Przełączka znajduje się tuż po zachodniej stronie najwyższego punktu Jarząbkowego Grzbietu. Z przełączki na północ, do Skoruszowego Żlebu, opada trawiasty stok. Na południe z przełączki opada również trawiasty stok do najwyższej części Jarząbkowego Kotła.
Autorem nazwy przełączki jest Władysław Cywiński. Przez przełączkę prowadzą dwie drogi wspinaczkowe, ale masyw Młynarza jest zamknięty dla turystów i taterników (obszar ochrony ścisłej Tatrzańskiego Parku Narodowego).